# Le Bayou (revue)
Pour l’article homonyme, voir Le Bayou.
Le Bayou est une revue littéraire trimestrielle, spécialisée en littérature française, culture française et culture du Sud des États-Unis. Elle est publiée en anglais et en français de 1936 à 1963 par l'Université de Houston.

## Histoire
Le Bayou est fondé en 1936 par Jules Vern à Houston, Texas,.
Le premier numéro date de mars 1936, le dernier numéro paru est le 95, daté d'automne 1963,.

## Auteurs publiés
(Liste non exhaustive d'articles d'auteurs francophones publiés dans la revue).
- [1943 - no 18] Joseph Henri Amiel, « Champfleury pionnier du réalisme », Le Bayou, Université de Houston, no 18,‎ 1943[5].
- [1947 - no 37] Edmond de Jaive, « Le boulevard du crime », Le Bayou, Houston, no 37,‎ 1947[6].
- [1949 - no 37] Jean Poilvet le Guenn, « Premier essai d'exégèse des Cavaliers de Dieu de Wilfrid Lucas », Le Bayou, Houston, no 37,‎ 1949.
- [1949 - no 38] René Guy Cadou, « Antonin Artaud », Le Bayou, Houston, no 38,‎ janvier 1949[7].
- [1949 - no 43] Georges Tardy, « Lady Dudley ou La revanche de l'amour », Le Bayou, Houston, no 43,‎ 1949[8].
- [1949 - no 44] Émile Henriot, « Un amour de Flaubert : Eulalie », Le Bayou, Houston, no 44,‎ 1949[9].
- [1949 - no 44] Robert Marshall, « T. S. Eliot et le Baudelaire de Swinburne », Le Bayou, Houston, no 44,‎ 1949[9].
- [1950 - no 42] Jules Alciatore, « Stendhal et Destutt de Tracy. Les désirs contradictoires: source de malheur », Le Bayou, Houston, no 42,‎ 1950, p. 151-156[10].
- [1951 - no 46] Armand Got, « Lettres bordelaises », Le Bayou, Houston, no 46,‎ 1951.
- [1951 - no 47] Joseph Delmelle, « Apports arméniens à la littérature française », Le Bayou, Houston, no 47,‎ 1951.
- [1952 - no 50] H.W. Izzard, « L'amie retrouvée », Le Bayou, Houston, no 50,‎ 1952[11].
- [1953 - no 50] Joseph Delmelle, « Apports mauriciens à la littérature française », Le Bayou, Houston, no 50,‎ 1953.
- [1953 - no 55] Jean-Charles Chessex, « Propos d'un iconoclaste Balzac, Daudet, Flaubert, Maupassant », Le Bayou, Houston, no 55,‎ 1953[12].
- [1954 - no 57] Jean-Charles Chessex, « Propos d'un iconoclaste Chateaubriand, Hugo, Baudelaire », Le Bayou, Houston, no 57,‎ 1954[12].
- [1954 - no 57] Robert Marshall, « Alexandre Dumas fils et l'éducation qui ne prépare pas au mariage », Le Bayou, Houston, no 57,‎ 1954[13].
- [1954 - no 58] Jules Alciatore, « Un trait de caractère de l'héroïne stendhalienne », Le Bayou, Houston, no 58,‎ 1954[14].
- [1954 - no 58] André Lebois, « Hommage à Berlioz écrivain », Le Bayou, Houston, no 58,‎ 1954[15].
- [1955 - no 62] James L. Shepherd, « Eugène Vail, interprète de l'Amérique en France », Le Bayou, Houston, no 62,‎ 1955[16].
- [1955 - no 63] Robert W. Lowe, « Stendhal et Cimarosa », Le Bayou, Houston, no 63,‎ 1955[17].
- [1955 - no 64] Auriant, « Deux aspects inconnus de Gérard de Nerval », Le Bayou, Houston, no 64,‎ 1955[18].
- [1955-1957 - nos 64 à 69] Elizabeth Brandon, « La paroisse Vermillon : mœurs, dictons, contes et légendes », Le Bayou, Houston, nos 64 à 69,‎ 1955-1957[19].
- [1957 - no 69] André Lebois, « Exégèse des Chimères », Le Bayou, Houston, no 69,‎ 1957[20].
- [1959 - no 78] Juliette Ducreus, « Dynamisme et bergsonisme dans L'amoureuse initiation de O. V. de Milosz », Le Bayou, Houston, no 78,‎ 1959[21].
- [1962 - no 91] Jacques Lepage, « Un poète de la connaissance : René Daumal », Le Bayou, Houston, no 91,‎ automne 1962, p. 216-221[22].
- [1963 - nos 93-94] George Humphrey, « Notre Baudelaire », Le Bayou, Houston, nos 93-94,‎ 1963[23].
- [1963 - no 95] Claude Quillateau, « Un chant épique français », Le Bayou, Houston, no 95,‎ 1963.
- [1963 - no 95] Eileen Souffrin-Le Breton, « Théodore de Banville inspirateur des musiciens », Le Bayou, Houston, no 95,‎ 1963[24].

## Distinctions
- 1946 : Prix de la langue-française de l'Académie française[25].